# Bosporos Planum
Bosporos Planum, anciennement Erythraeum Planum, est une étendue plane élevée (planum) située dans l'hémisphère sud de la planète Mars.